# Dardanos (Scythie)
Pour les articles homonymes, voir Dardanos.
Dans la mythologie grecque, Dardanos ou Dardanus (en grec ancien Δάρδανος / Dárdanos) est un roi de Scythie et le père d'Idéa, seconde épouse de Phinée, roi de Salmydessos, en Thrace.
Selon certains spécialistes de la mythologie grecque, il semble se confondre avec le Dardanos le plus connu, fils de Zeus et ancêtre des rois de Troie. Mais la plupart des spécialistes les distinguent.

## Dardanos punit de mort sa fille Idéa
Diodore de Sicile raconte que les Argonautes, faisant escale dans le royaume de Phinée, y trouvent deux jeunes gens traités avec cruauté, qui les implorent de venir à leur secours. Ce sont les fils du premier mariage de Phinée avec Cléopâtre, fille de Borée, que Phinée avait mise en prison pour épouser Idéa. Idéa, par haine de ses beaux-fils, avait obtenu de son mari, qui ne lui refusait rien, qu'ils soient traités de cette manière indigne et injuste. Les Boréades, frères de Cléopâtre, qui étaient au nombre des Argonautes, délivrèrent leurs neveux. Phinée prit les armes contre les Argonautes mais fut tué ainsi que ses compagnons. Cléopâtre fut libérée et le royaume donné à ses fils. Sur le conseil d'Hercule, Idéa fut renvoyée chez son père auquel on laissa le soin de fixer sa punition. Dardanos la fit mettre à mort.

## Sources anciennes
- Diodore de Sicile, Bibliothèque historique [détail des éditions] [lire en ligne], IV, 43-44.